# 2B (ban nhạc)
2B là một bộ đôi nhạc pop người Bồ Đào Nha được tạo riêng cho Eurovision Song Contest 2005. Bộ đôi bao gồm Luciana Abreu (tiếng Bồ Đào Nha: Luciana Abreu Luciana Abreu) và Rui Drumond (tiếng Bồ Đào Nha: Rui Drummond).
Tại Eurovision Song Contest 2005, các ca sĩ đã biểu diễn bài hát Amar (tiếng Nga: Любить). Phần song ngữ (bằng tiếng Anh và tiếng Bồ Đào Nha) không lọt vào trận chung kết, chỉ đạt được thứ hạng 17. 2B đã dành được 51 điểm, chủ yếu nhận được từ Đức, Pháp, Thụy Sĩ và các quốc gia khác có cộng đồng người Bồ Đào Nha.
Cả hai cựu thành viên này sau khi nhóm tan rã vẫn tiếp tục sự nghiệp solo.